# 帕特里奧特 (印地安納州)
帕特里奧特（英語：Patriot）是一個位於美國印地安納州瑞士縣的城鎮。

## 人口
根據2010年美國人口普查的數據，帕特里奧特的面積為0.67平方千米，當中陸地面積為0.57平方千米，而水域面積為0.10平方千米。當地共有人口209人，而人口密度為每平方千米312人。